# Russee
Russee, Kiel-Russee – dzielnica miasta Kilonia w Niemczech, w kraju związkowym Szlezwik-Holsztyn.